# Mount Edred
Mount Edred är ett berg i Antarktis. Det ligger i Västantarktis. Argentina, Chile och Storbritannien gör anspråk på området. Toppen på Mount Edred är 2 195 meter över havet. Mount Edred ingår i Douglas Range.
Terrängen runt Mount Edred är kuperad åt sydväst, men åt nordost är den bergig. Mount Edred är den högsta punkten i trakten. Trakten är obefolkad. Det finns inga samhällen i närheten.